# Rhopalopsole amamiensis
Rhopalopsole amamiensis är en bäcksländeart som beskrevs av Kawai 1967. Rhopalopsole amamiensis ingår i släktet Rhopalopsole och familjen smalbäcksländor. Inga underarter finns listade i Catalogue of Life.